# Linomadarus
Linomadarus är ett släkte av skalbaggar. Linomadarus ingår i familjen vivlar.

## Dottertaxa tillLinomadarus, i alfabetisk ordning[1]
- Linomadarus aeneotinctus
- Linomadarus binotatus
- Linomadarus boliviensis
- Linomadarus claveri
- Linomadarus comma
- Linomadarus convexipennis
- Linomadarus discalis
- Linomadarus elongatus
- Linomadarus fulvitarsis
- Linomadarus gounellei
- Linomadarus gradatus
- Linomadarus inornatus
- Linomadarus migrator
- Linomadarus monostigma
- Linomadarus morio
- Linomadarus perlaevis
- Linomadarus signatus
- Linomadarus similis
- Linomadarus simplex
- Linomadarus simulator
- Linomadarus subnimius
- Linomadarus subtilis
- Linomadarus subulirostris
- Linomadarus tarsalis
- Linomadarus velatipes
- Linomadarus vorticosus